# Lev Vygotskij
Lev Semojnovitj Vygotskij (russisk: Лев Семёнович Выготский, tr. Lev Semjonovitj Vygotskij, den engelske transliteration: Lev Semyonovich Vygotsky ses også anvendt i Danmark; født 5. november 1896 i Orsja, Det Russiske Kejserrige, død 11. juni 1934 i Moskva, Sovjetunionen) var en sovjetisk psykolog som også i dag har stor betydning for udviklingspsykologi og pædagogik.
Vygotskij var en af de første psykologer som lagde vægt på mennesket som kulturvæsen. Han er særlig kendt for begrebet "Zonen for nærmeste udvikling", som i vore dage har fået en fornyet interesse under navnet stilladsering (en: "scaffolding", Jerome Bruner). Det er en balancegang mellem det barnet selv lærer og det barnet lærer med assistance fra mennesker i omverdenen.
Vygotskij var optaget af at højere mentale funktioner skabes på baggrund af kulturens samspil med de naturlige funktioner vi er født med.
Lev Vygotskij kan kategoriseres som en socialkonstruktivist, men nogle vil mene at hans forsøg på at skabe psykologi på historisk dialektisk materialisme er mere end begrebet socialkonstruktivisme rummer. En del socialkonstruktivister mener at vi erkender verden subjektivt, mens realisme i filosofisk forstand betyder, at vi erkender verden som den er. Vygotskijs tankegang er tættere på realismen end på subjektivismen som findes i socialkonstruktivismen. I det slægtskab, der trods alt findes mellem Vygotskij og socialkonstruktivister, er der en enighed om følgende: Mennesket har ikke en givet essens, et særligt medfødt indre. Tværtimod udvikler mennesket sig, og sit indre, i forhold til den kultur det lever og udvikler sig i. 
Han var optaget af at læringen sker i et socialt samspil, en interaktion mellem individet og kulturen hhv. naturen. Eller med andre ord: ontogenese, sociogenese og fylogenese.
Han var sammen med Aleksej Leontjev og Aleksandr Lurija grundlægger af den kulturhistoriske skole, en marxistisk inspireret form for historisk dialektisk materialisme. Denne skole har igen fået betydning navnlig i USA, hvor Vygotskijs tanker oplever øget tilslutning blandt akademisk psykologer såsom udviklingspsykologen Michael Cole, æresdoktor ved Københavns universitet og den finske professor, Yrjo Engeström, der er æresdoktor ved Coles universitet i San Diego. Man kan sige at den kulturhistoriske skole er blevet revitaliseret i en knap så bastant marxistisk udgave, det omtales lidt spøgefuldt som "Marx-light". Meningen er at man stadig tænker dialektisk og kulturhistorisk men har forladt en firkantet sovjettro retorik og tankegang.

## Tidstavle
- 1896 – Han er født i Orsja, men som et-årig flyttede han med sine forældre til Homel, studerede jura, historie, underviste som skolelærer (voksne, børn, personer med handicap og døve med videre), og blev derigennem interesseret i psykologi, som han dog ikke fandt tilstrækkeligt. Derfor startede han den kulturhistoriske skole, der for ham at se skulle danne grundlaget for alle former for psykologisk teori og praksis.

- Han er ved siden af studierne af psykologi interesseret i kunst, teater og andre former for kreativ udfoldelse. I 1915 skriver han om ”Hamlet” (omskrives 1925), og han skriver bogen Kunstens Psykologi.

- Efter 1918 arbejder han med forældreløse børn – efter krigen – og han finder ud af at psykologi ikke er godt nok til at afhjælpe problemer i det virkelige liv, pga. fornægtelse af bevidstheden på den ene side, pga. fornægtelse af sociale faktorer på den anden.

- 1923 udnævnes han til bedste ”lærer” i sit amt, og dette understreger det særlige ved denne psykolog, nemlig at han være både teoretiker og praktiker.

- 1924 deltager han i en neuropsykologisk kongres i Leningrad (Han er ikke psykolog! Men bliver efterfølgende udnævnt til doktor).

- I 1926 skriver han bogen om pædagogisk psykologi, den eneste bog der blev publiceret i hans livstid.

- 1934 skriver han Tænkning og Sprog, som udkommer året efter hans død. Vygotskij døde af tuberkulose.

- I 1936 kom Vygotskijs skrifter på Stalins sorte liste, der betød at ingen i Sovjetunionen læste hans teori, dog prøvede Lurija og Leontjev at videreudvikle nogle af hans tanker, uden at citere ham (for en periode).

- Omkring 1954 fik Lurija og Leontjev udenlandske, ikke russiske, forlæggere, bl.a. med hjælp af Jean Piaget, til at interessere sig for en oversættelse af hans værker til fransk og engelsk. Denne internationale interesse førte til at Sovjetunionen i 1956 igen tillod at Vygotskijs skrifter kunne offentliggøres i USSR.

- I 1978 blev den betydningsfulde oversættelser til engelsk af Mind in Society for alvor kendt. Oversættelsen førte til en stor og stadig voksende interesse i de engelsktalende lande, hvorimod Danmark allerede omkring 1968 begyndte at læse Vygotskij på tysk, der bl.a. resulterede i virksomhedsteorien (en videreudvikling af Vygotskij og især Leontjevs teori).

- I vores tid er der en fornyet interesse i Vygotskij og hans teori, især lærer- og pædagogkredse ser stor nytte af at anvende nogle af hans principper, delvis forårsaget af at nyere anskuelser såsom socialkonstruktivisme, social konstruktionisme og systemisk teori "låner" begreber og erkendelser fra Vygotskij.

## Citater af Vygotskij
- Enhver højere psykisk funktion i barnets udvikling fremtræder på scenen to gange, først som kollektiv og social aktivitet, det vil sige som interpsykisk funktion, og anden gang som individuel aktivitet, som barnets indre middel til tænkning, som intrapsykisk funktion. (Vygotsky, 2004, s. 280).
- Det, som barnet i dag gør ved hjælp af en voksen, kan det i morgen gøre på egen hånd (ibid. S. 278).
- Kun den oplæring, der foregriber udviklingen, er god (ibid. S. 279).
- Derfor er den dårligste pædagogiske metode den, der går ud på at gøre eleven intensivt og konstant bevidst om de ting, som eleven ikke bør gøre. At prædike ”gør ikke det og det” afstedkommer en impuls til at gøre netop det frarådede derved, at tanken om en sådan handling og dermed også en tilbøjelighed til at gennemføre handlingen vækkes i bevidstheden. (ibíd. s. 117).

## Ufuldstændig litteratur af og om Vygotskij
- Cole. M. (1996)– Cultural Psychology, Reitzels (2003)
- Danielsen, E. (1996) – Vygotskij, Psykologiens Mozart, DPF
- Holzman, L. (1997) Schools for growth, Erlbaum
- Holzman, L. (2009) "Vygotsky at work and play"; Routledge
- Newman, F. & Holzman, L. Vygotsky, a revolutionary scientist, Routledge, 1993
- Savic, J. (2000) – Children in and after the war, Banja Luka (UNICEF)
- Scorc, B. & Ognjenovic, V. (2003) – Evaluation Zdravo da ste, Belgrade
- Strandberg, L. (2006) – Vygotskij i praktiken, Nordsteds Akademika forlag
- Strandberg, L. (2009) – "Vygotskij i praksis", Akademisk Forlag
- Vygotsky, L. Mind in Society, Cambridge, 1978
- Vygotsky, L. (2004), Pædagogisk Psykologi, se Lindqvist, G., Vygotsky, udvikling som læringsvilkår, Klim, 2004
- Vygodskaja, G. & Lifanova (2000) Lev Vygotskij: Leben – Tätigkeit – Persönlichkeit, Verlag Dr. Kovac, Hamburg
- Vygotsky, L. S. (1978), Mind in Society, Harvard
- Vygotsky, L. S. (2002), Sprechen und Denken, Beltz Verlag (Speaking and Thinking)
- Vygotsky, L. S. (2004), Pædagogisk Psykologi. I: G. Lindqvist: Vygotsky, Læring som udviklingsvilkår, Klim

## Lille ordliste
| Begreb, betegnelse              | Alternative betegnelser                                           | Kort kommentar, beskrivelse eller introduktion | Link til engelsk wiki-artikel           |
| ------------------------------- | ----------------------------------------------------------------- | --- | --------------------------------------- |
| Metode-OG-resultat              | Tool-and-result                                                   | Hermed hentydes til sådanne samspilsprocesser, hvor selve samspillet og processen er den metode og det redskab, man i situationen har brug for. Her undgår man bevidst den antagelse at man på forhånd ved hvordan et problem kan blive løst. Ved ikke at tænke i tool-for-result, men ved at være opmærksom i selve samspillet og processen opøves evnen til at kunne skabe de metoder og værktøjer, en praktiker har brug for. |                                         |
| Værktøj FOR at opnå et resultat | Tool-for-result                                                   | Oftest tænker vi, at vi vil anvende en metode, et værktøj for at opnå et resultat. Ulempen kan være, at dette fokus på at vi skal vide hvad vi gør før vi gør noget, er, at vi dermed er på afstand af den egentlige proces, som vi ønsker med at være befordrende i forhold til. Se tool-and-result, hvor dette problem prøves overvundet. | Lois Holzman                            |
| ZPD eller ZfnU                  | "Zonen for den nærmeste udvikling" (Zone of Proximal Development) | At arbejde i eller med Zonen for den nærmeste udvikling - ZfnU - angiver at man bestræber sig på at lægge udfordringen blot en smule ud over elevens nuværende niveau. Antagelsen er så, at en succes vil befordre tillid og motivation hos eleven til at gå videre med nye opgaver. Begrebet kan tolkes forskelligt, i nogle udlægninger er læreren tilrettelægger af undervisningen, så denne "rammer" elevens Zone for nærmeste udvikling. I andre udlægninger er fokus mere på den sociale aktivitet mellem en (som også kan være en anden elev) der kan noget, som en anden ikke mestrer endnu. Sammen udfører de en handling, som den lærende hermed kun kan udføre, fordi han har en lærer, en kammerat i netop sin Zone for nærmeste udvikling. Det er et af de begreber i videnskaben psykologi, der er under stadig udvikling og diskussion. | Zone of Proximal Development            |
| Den kulturhistoriske skole      | Vygotskij-skolen "The school of Vygotsky"                         | Vygotskij ønskede at nyskabe psykologien, så en dialektisk sammensmeltning af åndsvidenskab og naturvidenskab i en både/og tænkning kunne overvinde fortidens dualisme. I faget psykologi viste denne dualisme sig ved at nogle såsom behaviorisme opfattede sig selv som naturvidenskab, hvor i mod andre opfattede sig som humanistiske, det vil sige åndsvidenskabelige psykologer. Ifølge den kulturhistoriske skole kan begge retninger blive forenet i en kultur-natur-historisk dialektisk tænkning, der formår at arbejde med konkrete emner, såsom læring, udvikling, trivsel for belastede børn, etc., ved at kunne tænke både i objektive, subjektive og intersubjektive kategorier, i et samspil. | Cultural-historical psychology          |
| Kulturel formidling             | Kulturel mediation                                                | En vigtig pointe er at kulturens intentioner aflejrer sig i kulturens objekter, artefakter, og det særlig menneskelige ved vores perception er at vi kan "se" hvad meningen med artefakterne er, fx at en kop er til at drikke med, en kuglepen til at skrive med, osv. Derfor er det kulturens opgave at lære de nye medborgere, hvad tingene betyder. | Cultural Mediation                      |
| Stilladsering                   | stilladsering - scaffolding,                                      | Et forsøg (af Jerome Bruner) på at arbejde videre med princippet om Zonen for den nærmeste udvikling, hvor den voksne eller den der mestrer noget en anden ikke mestrer endnu, stilladserer dennes udviklingsproces på en dynamisk måde, hvor udviklingen er resultat af et socialt samspil. | Instructional scaffolding Jerome Bruner |
| Socialkonstruktivisme           | Konstruktivisme (læringsteori)                                    | | Constructivism (learning theory)        |
| Psykologiske værktøjer          | Psychological tools                                               | | Category:Psychological tools            |
| Systemisk teori                 |                                                                   | Systemisk teori opfatter samfundet som bestående af mange mindre og større systemer med egne normer, idealer, regler, sprogbrug mv., hvor det enkelte menneske indgår i et samspil med de systemer, vedkommende tilhører. |                                         |
| Virksomhedsteori (Leontev)      | Activity theory                                                   | I Danmark og især ved Psykologisk Institut ved Aarhus Universitet har man allerede siden 1968 læst og studeret Vygotskij, Leontjev og Lurija, og det har ført til at en mindre gruppe forskere (Jens Mammen, Niels Engelsted, Henrik Poulsen, Mariane Hedegaard, m.fl.) har sluttet sig sammen under navnet: Virksomhedsteori, afledt af at Leontjev taler om virksomhed (på tysk: Tätigkeit) i sin videreudvikling af teorien. | Activity theory                         |